# Sunjeong boxer
Sunjeong boxer (순정복서?, Sunjeong bokseoLR, titolo internazionale My Lovely Boxer) è una serie televisiva sudcoreana del 2023 con Lee Sang-yeob, Kim So-hye, Park Ji-hwan, Kim Hyung-mook, Kim Jin-woo, Ha Seung-ri e Chae Won-bin. È stata presentata in anteprima su KBS2 il 21 agosto 2023 ed è andata in onda il lunedì e il martedì alle 21.45 (ora locale).

## Trama
La serie segue la storia di una star della boxe, Lee Kwon-sook, scomparsa tre anni prima per vivere una nuova vita. Lee Kwon-sook si trova davanti a un nuovo punto di svolta quando viene avvicinata da Kim Tae-young, un agente sportivo noto per sfruttare all'osso sportivi di talento per poi convincerli al ritiro. Quando l'amico fraterno Kim Hee-won viene coinvolto in un giro di partite truccate, a Kim Tae-young non resta che una scelta: convincere Lee Kwon-sook a salire nuovamente sul ring.

## Personaggi

### Personaggi principali
- Kim Tae-young, interpretato da Lee Sang-yeob: un agente sportivo che attrae giocatori di talento e li fa ritirare anzitempo[6].
- Lee Kwon-sook, interpretata da Kim So-hye: una pugile geniale emersa come star della boxe all'età di 17 anni[6].
- Kim Oh-bok, interpretato da Park Ji-hwan: un professionista delle scommesse clandestine[7].
- Lee Chul-yong, interpretato da Kim Hyung-mook: il padre di Kwon-sook, ex campione dei pesi leggeri[4].
- Han Jae-min, interpretato da Kim Jin-woo: il primo amore di Kwon-sook[8].
- Jeon Su-yeon, interpretata da Ha Seung-ri: agente della About Sports[4].
- Han Ah-reum, interpretata da Chae Won-bin: al campionessa coreana di boxe dei pesi gallo che ha vinto 3 campionati del mondo[9].

### Personaggi secondari
- Kim Hee-won, interpretato da Choi Jae-woong: l'atleta di più lunga data di Tae-young, più vicino di un fratello[4].
- Choi Ho-joong, interpretato da Kim Hee-chan: junior di Tae-young e compagno di allenamento di Kwon-sook, ex campione dei pesi leggeri[4][10].
- Lee Young-ae, interpretata da Yoon In-jo[4].
- Go Seon-jae, interpretato da Kim Sang-woo: un dipendente junior presso la S&P[11].
- Allenatore Song, interpretato da Sung No-jin: il miglior allenatore della Corea che ha scoperto Ah-reum e l'ha cresciuta fino a diventare campionessa del mondo[10].
- Park Hye-jin, interpretata da Lim Young-ju: una pugile senior che è come una sorella maggiore per Ah-reum[10].
- Jo A-ra, interpretata da Han Da-sol: l'avversaria di Kwon-sook[10].
- Eun-sol, interpretata da Song Ye-bin: un'insegnante[12].
- Insegnante senior, interpretato da Kim Seon-ki[10].
- Insegnante junior, interpretato da Lee Song-yi[10].
- Park Kyung-soo, interpretato da Kim Sang-bo: un reporter di punta per una rivista sportiva[4].
- Yang Man-hee, interpretato da Nam Tae-woo: il manager di Hee-won negli HH Cheetahs[10].
- Min Kyung-ok, interpretata da Moon Jeong-hee: la madre di Tae-young[10].
- Ye-jun, interpretato da Shin Seo-woo: il figlio di Hee-won[10].
- Madre di Ye-jun, interpretata da Lee Eun-jo: la moglie di Hee-won[10].

## Episodi
| Ep.   | Data di trasmissione originale | Quota media di ascolto (Nielsen Corea) |
| ----- | ------------------------------ | -------------------------------------- |
| 1     | 21 agosto 2023                 | 2,0% (31°)                             |
| 2     | 22 agosto 2023                 | 1,8% (30°)                             |
| 3     | 28 agosto 2023                 | 1,8% (33°)                             |
| 4     | 29 agosto 2023                 | 1,6% (36°)                             |
| 5     | 4 settembre 2023               | 1,4% (39°)                             |
| 6     | 5 settembre 2023               | 1,4% (36°)                             |
| 7     | 11 settembre 2023              | 1,1% (42°)                             |
| 8     | 12 settembre 2023              | 1,1% (41°)                             |
| 9     | 18 settembre 2023              | 1,5% (38°)                             |
| 10    | 25 settembre 2023              | 0,9% (38°)                             |
| 11    | 26 settembre 2023              | 0,9% (44°)                             |
| 12    | 2 ottobre 2023                 | 2,2% (26°)                             |
| Media | Media                          | 1,5%                                   |